# Badia Fiorentina
Pour les articles homonymes, voir Badia (homonymie).
La  Badia Fiorentina, à Florence, est le nom courant donnée à l'église de l'Assomption de Marie (en italien : Santa Maria Assuntanella).
On y accède  par la Via Proconsolo qui longe le palais du Bargello depuis la piazza San Firenze. Elle est confiée depuis 1998 aux Fraternités monastiques de Jérusalem.

## Historique

### À l'origine une abbaye
La Badia Fiorentina (en français « abbaye florentine » ) a été édifiée en 978 sur un terrain donné aux moines bénédictins par la marquise Willa de Toscane. Son fils, le marquis Ugo de Toscane, célèbre pour avoir déplacé sa capitale de Lucques à Florence, affirmant ainsi la suprématie de Florence sur la région, fit don de ses biens à l'abbaye. C'est là en outre qu'il est inhumé.

### Construction d'un campanile puis d'un autre
Un premier campanile, de style roman, est construit au XIIe siècle. Il est rasé en 1307 par la ville de Florence pour punir les moines de l'abbaye. Ceux-ci avaient refusé de payer l'impôt sur les biens ecclésiastiques que la cité exigeait d'eux. Ils avaient fermé la porte de l'église aux collecteurs d'impôt, et avaient appelé le peuple à se ranger à leur côté, en faisant sonner les cloches. Le nouveau campanile fut édifié sur les mêmes bases entre 1310 et 1330. Il est hexagonal, de style gothique, et mesure 51,80 m de hauteur.

### Transformations de l'abbatiale
En 1285, l'église abbatiale est restructurée par Arnolfo di Cambio, qui en transforme le plan. Elle devient cruciforme, alors qu'à l'origine elle est composée d'une nef unique et de trois absides. 
Cosme de Médicis songe à agrandir l'église. Selon une source du XVIIe siècle, les moines auraient refusé les nouveaux plans parce qu'ils auraient entraîné la destruction du campanile qui arborait les armes et les écussons du marquis Ugo de Toscane. 
Le portail principal date de 1495. C'est l’œuvre de Benedetto da Rovezzano, qui adjoint également à l'église la chapelle Pandolfini.
Entre 1628 et 1631, Matteo Segaloni transforme complètement l’église, déplaçant son axe de quatre-vingt-dix degrés, « ce qui permettait à la façade de coïncider avec la partie terminale de l’ancien transept». Il construit d'autre part un nouveau chœur.

## Monuments funéraires
L’église abrite deux monuments funéraires dus au sculpteur florentin Mino da Fiesole, celui de Bernardo Giugni et celui du comte Ugo de Toscane.
Le monument funéraire de Bernardo Giugni fut commandé à Mino da Fiesole par son frère, Ugolino Giugni, évêque de Volterra. Bernardo Giugni était un juriste. Il avait exercé la charge de gonfalonier de justice de Florence en 1451. C’est pourquoi Mino da Fiesole a représenté une allégorie de la Justice qui s’élève au-dessus du sarcophage. 
Les moines bénédictins commandèrent en 1471 à Mino da Fiesole un autre monument funéraire, celui de leur bienfaiteur, le marquis Ugo de Toscane. Au-dessus du sarcophage, Mino da Fiesole a représenté l'allégorie de la Charité tenant un flambeau, « synonyme du feu et donc du rayonnement du Christ ».  Pour Vasari, il s’agit « du plus bel ouvrage de Mino ».
L'église abrite également le monument funéraire de Giannozzo Pandolfini que l'on doit à l'atelier de Bernardo Rossellino.

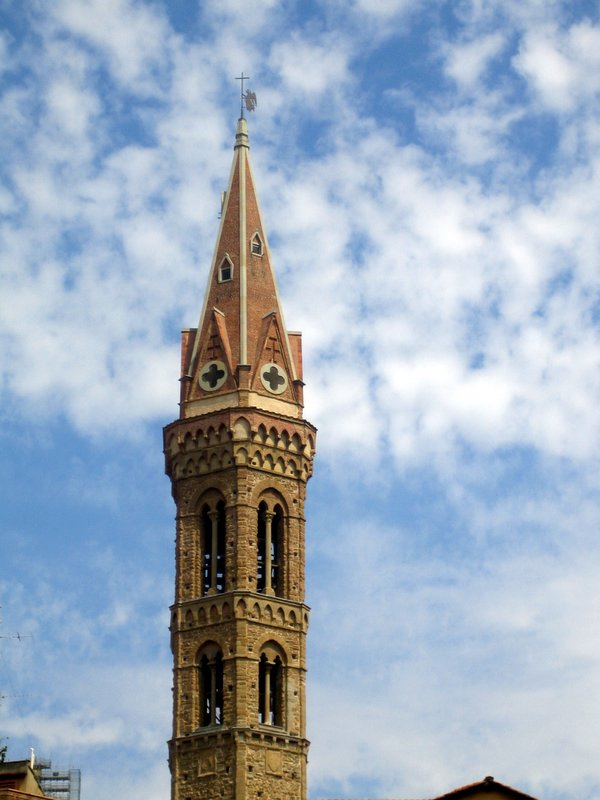
Le campanile.
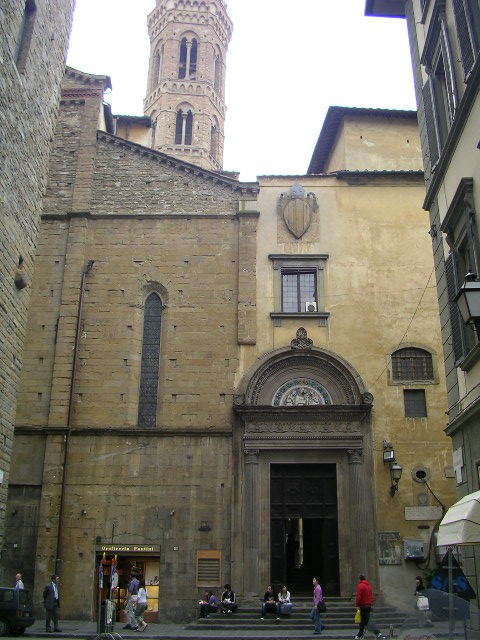
L'entrée par la Via del Proconsolo.
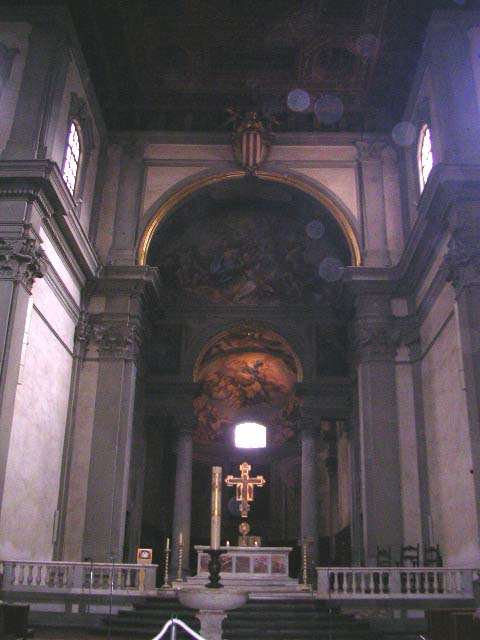
La nef.
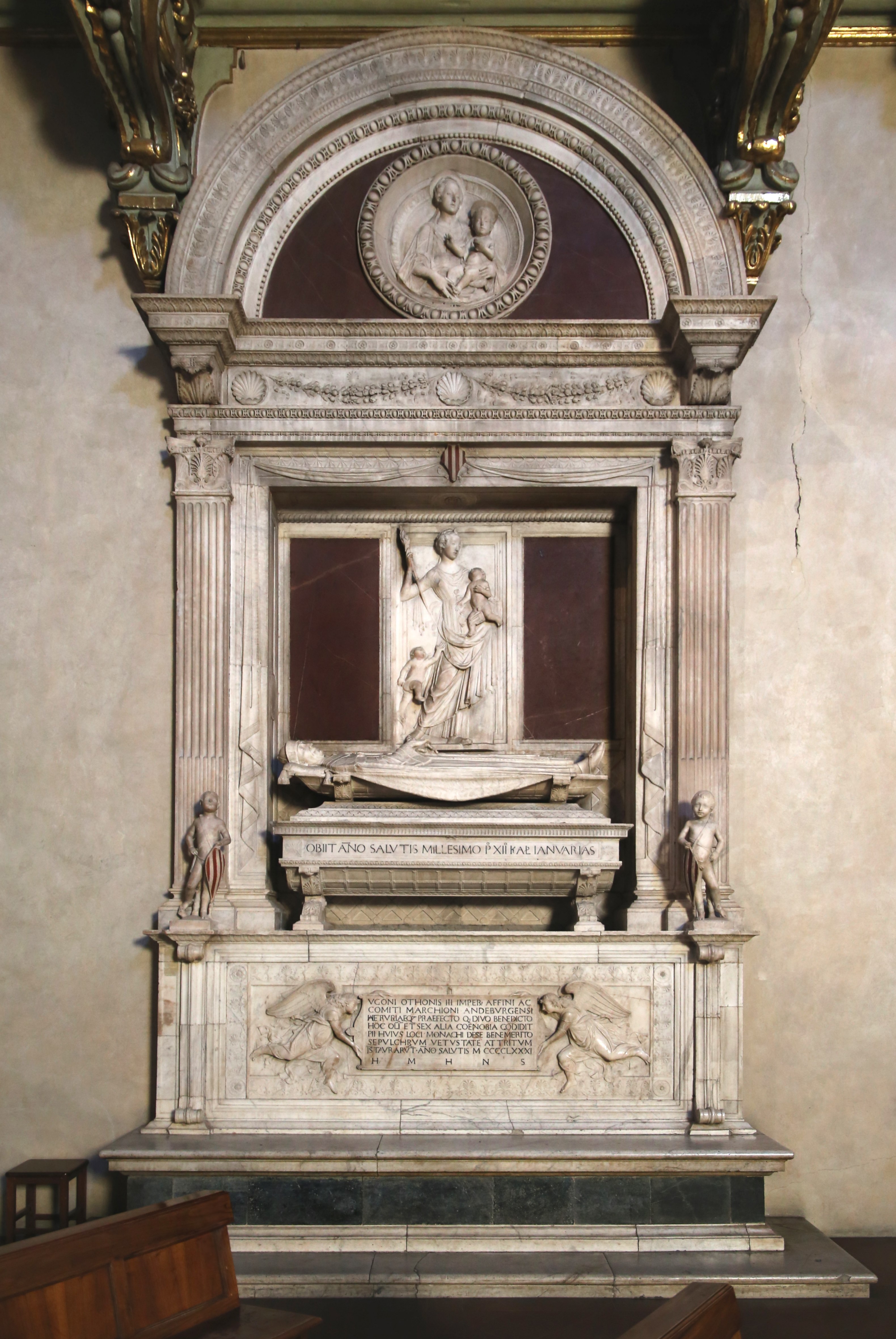
Le tombeau du marquis Ugo de Toscane, par Mino da Fiesole.
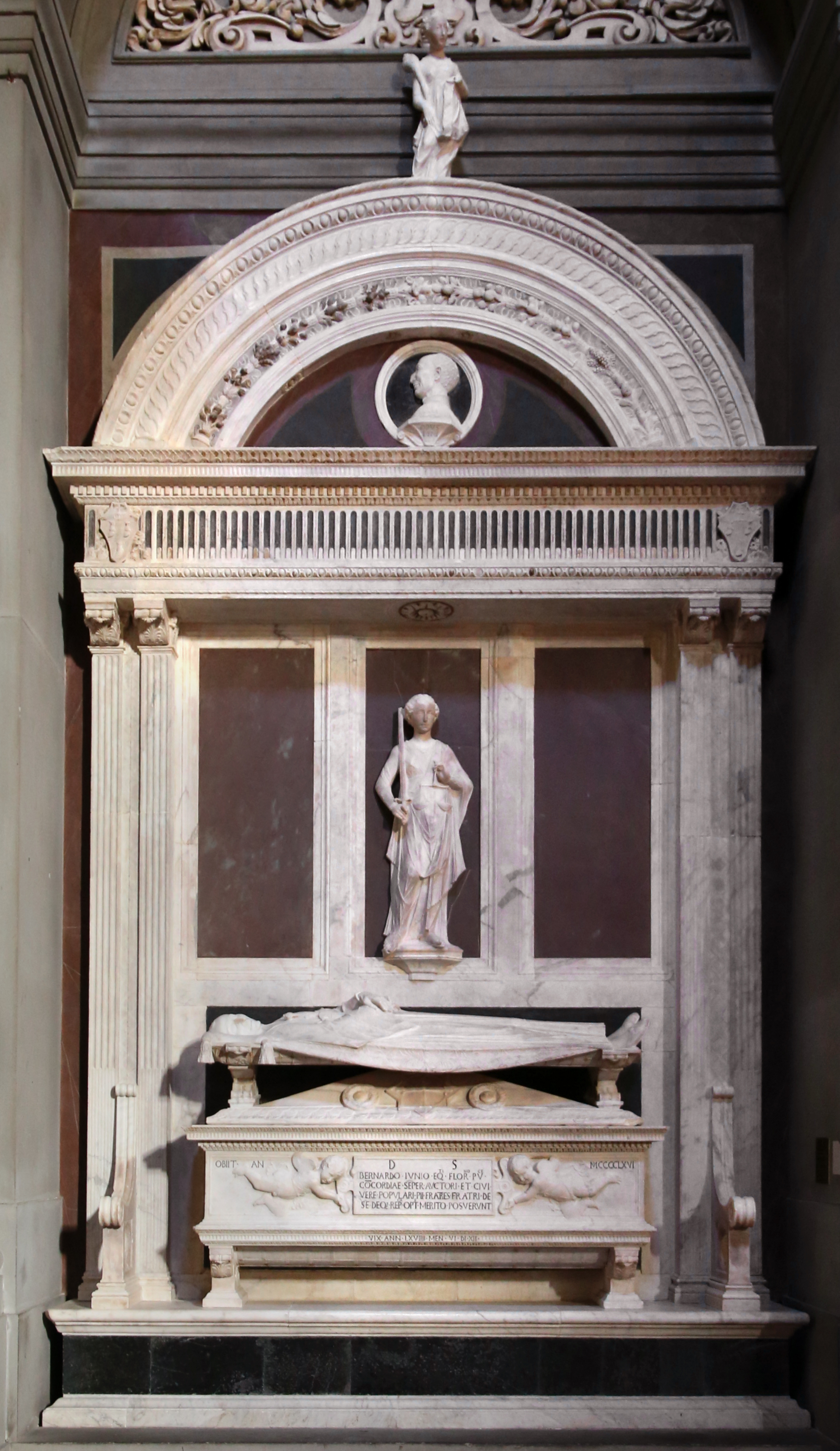
Le monument funéraire de Bernardo Giugni.

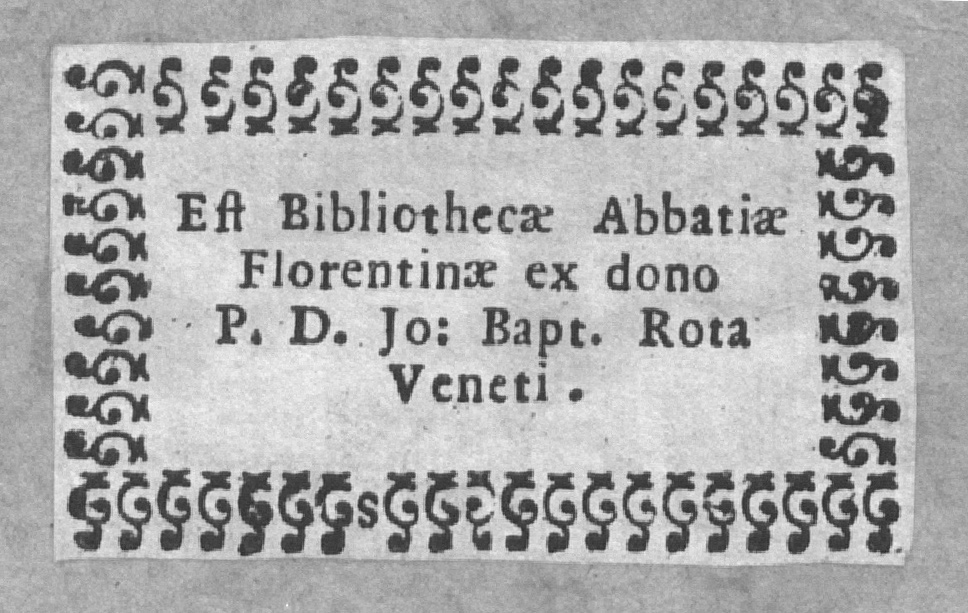
Ex libris.
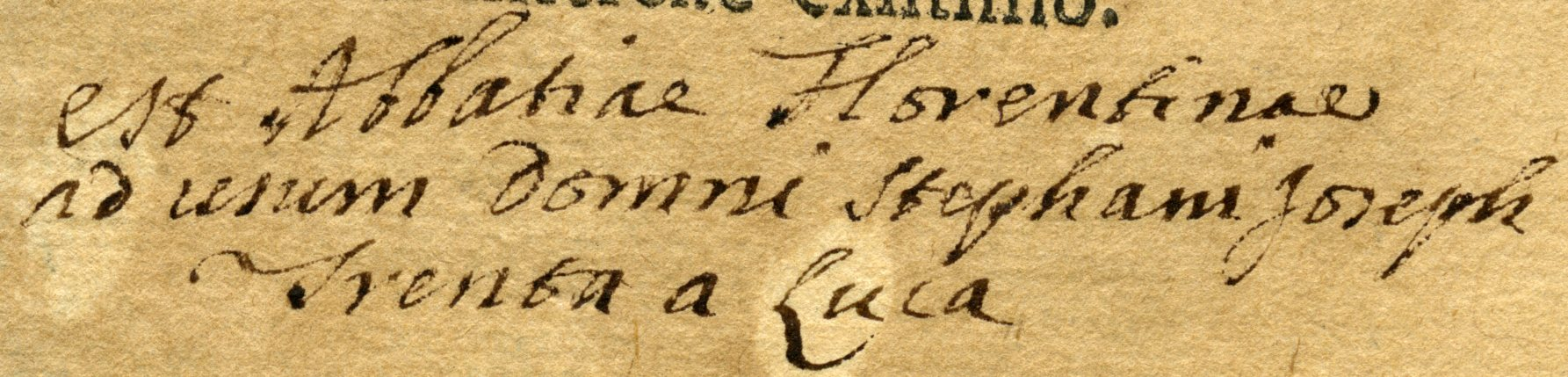
Ex libris manuscrit de Stephanus Joseph Trenta, de Lucques, professeur de philosophie morale à la Badia Fiorentina au XVIIIe siècle.

## Œuvres
- La fresque du tympan du chœur par  Giovanni Domenico Ferretti, 1734.
- La Vierge en terre cuite émaillée du tympan de Benedetto Buglioni.
- L'Apparition de la Vierge à saint Bernard (1480), tableau de Filippino Lippi. Le tableau était destiné à l'origine à la chapelle de Francesco del Pugliese, pour le couvent de Campora (convento delle Campora, fuori da Porta Romana). Le couvent étant situé hors les murs de Florence, lorsque les Impériaux, après avoir mis à sac Rome, se retournèrent contre Florence en 1529, on décida de le mettre à l'abri à la Badia Fiorentina, où il est resté.
- Assomption de la Vierge Marie, dite Assunta e due santi, tableau de Vasari.

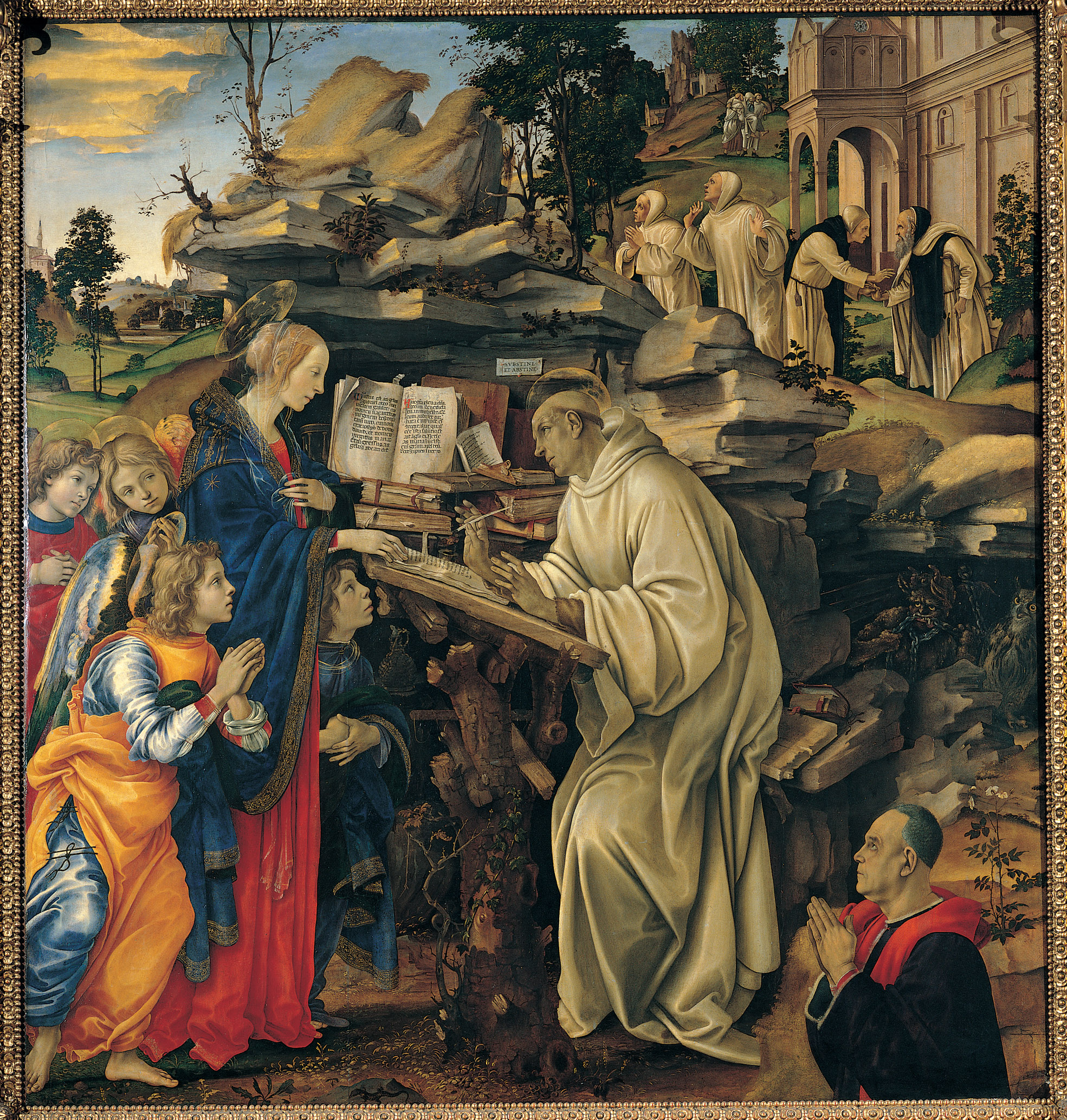
L'Apparition de la Vierge à saint Bernard par Filippino Lippi.
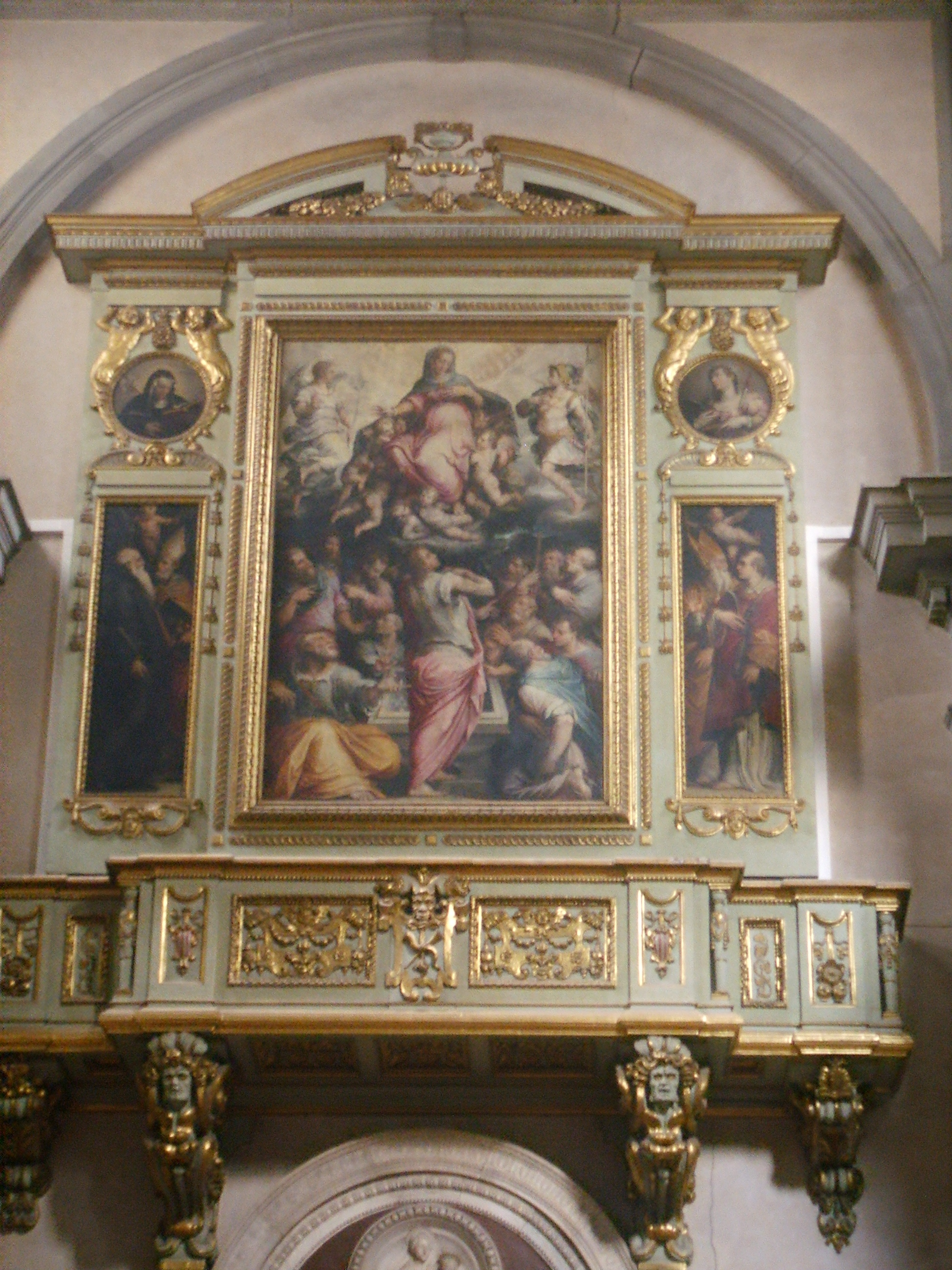
Assunta e due santi de Vasari.
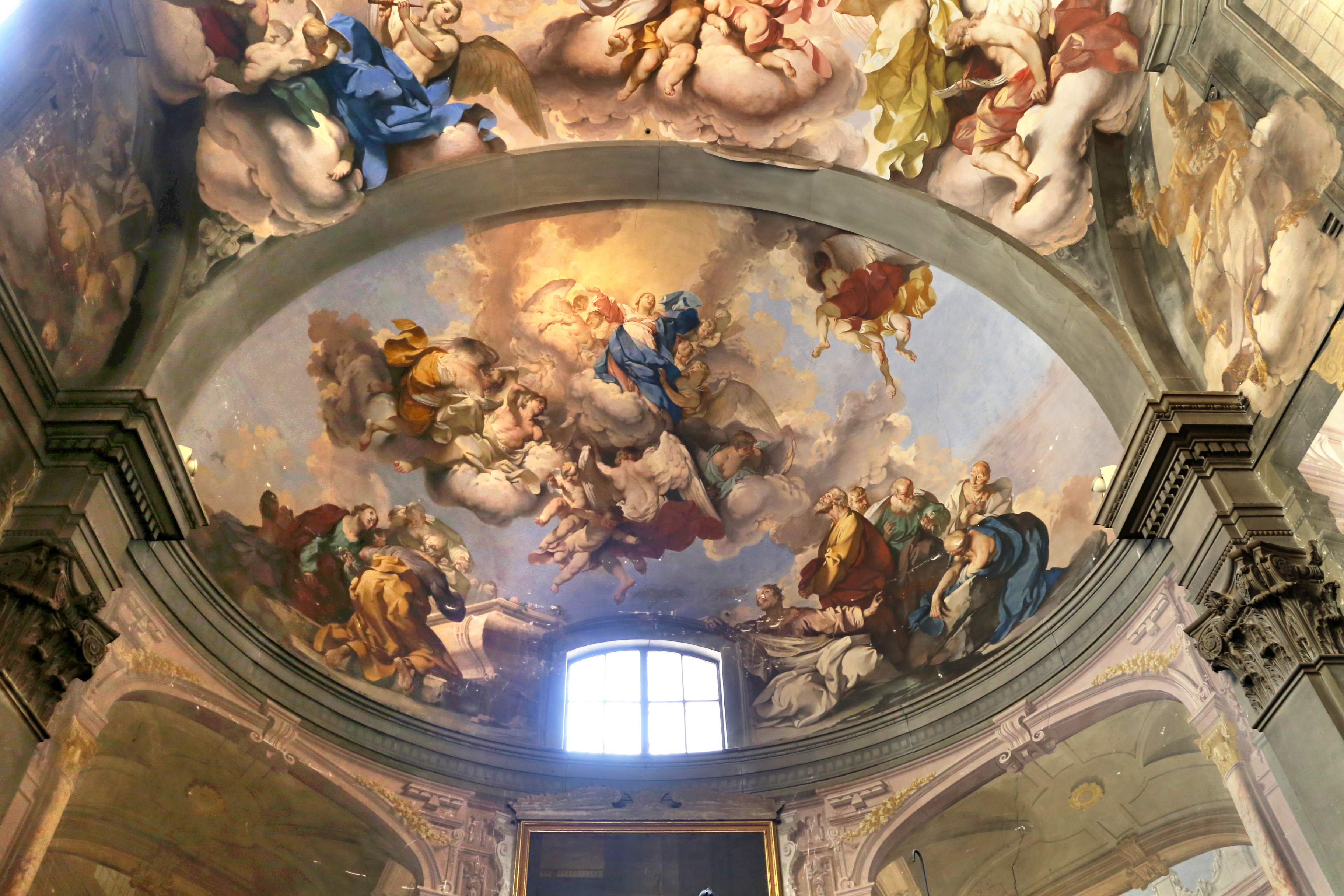
Chœur de la Badia Fiorentina Giovanni Domenico Ferretti, 1733-1734.

## Cloître des Orangers
Le Chiostro degli Aranci (le Cloître des orangers) a été construit entre 1432 et 1438 par Bernardo Rossellino. Il s'élève sur deux niveaux. La galerie supérieure a été ornée d'un cycle de onze fresques sur la légende de saint Benoît, inspirées du récit de sa vie par Grégoire le Grand. Elles ont été peintes entre 1436 et 1439 par le peintre portugais João Gonçalves, mieux connu sous son nom italianisé, Giovanni Consalvo, à un moment où l'abbé qui dirigeait la Badia Fiorentina était lui-même originaire de Lisbonne. Une de ces fresques fut endommagée (peut-être par des partisans de Savonarole). En 1525, le jeune Agnolo Bronzino la remplaça donc par  un Saint Benoît pénitent en extase (San Benedetto fra i rovi e in estasi) qui fut transposé sur toile au XIXe siècle. Le cloître fut restauré en 1921 par l'architecte Giuseppe Castellucci.

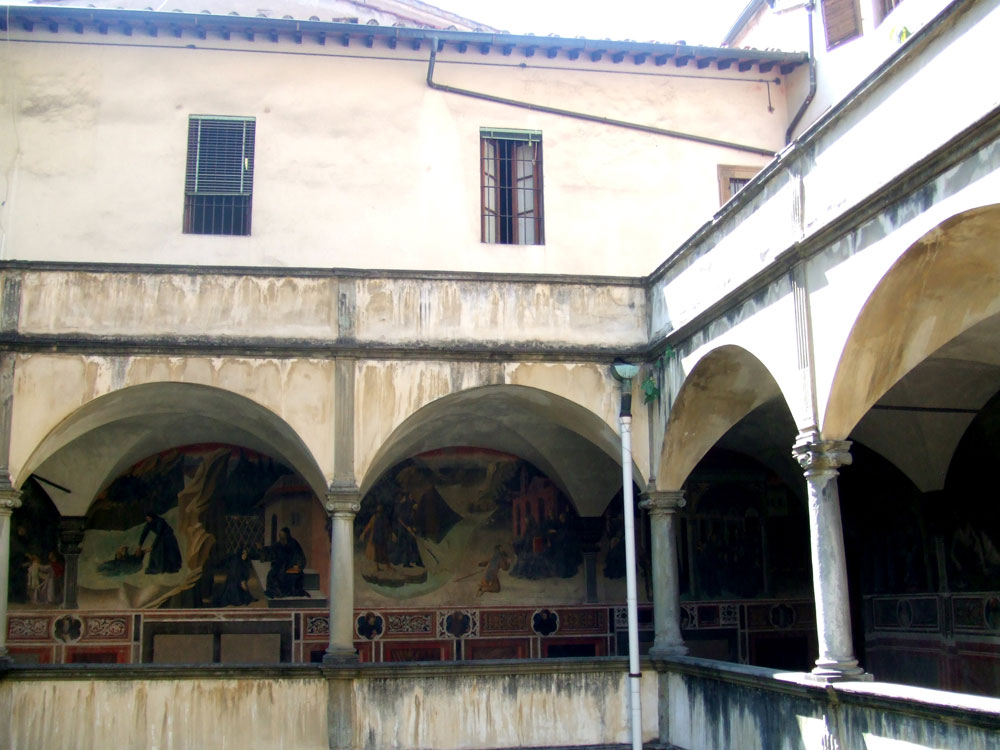
Le cloître.
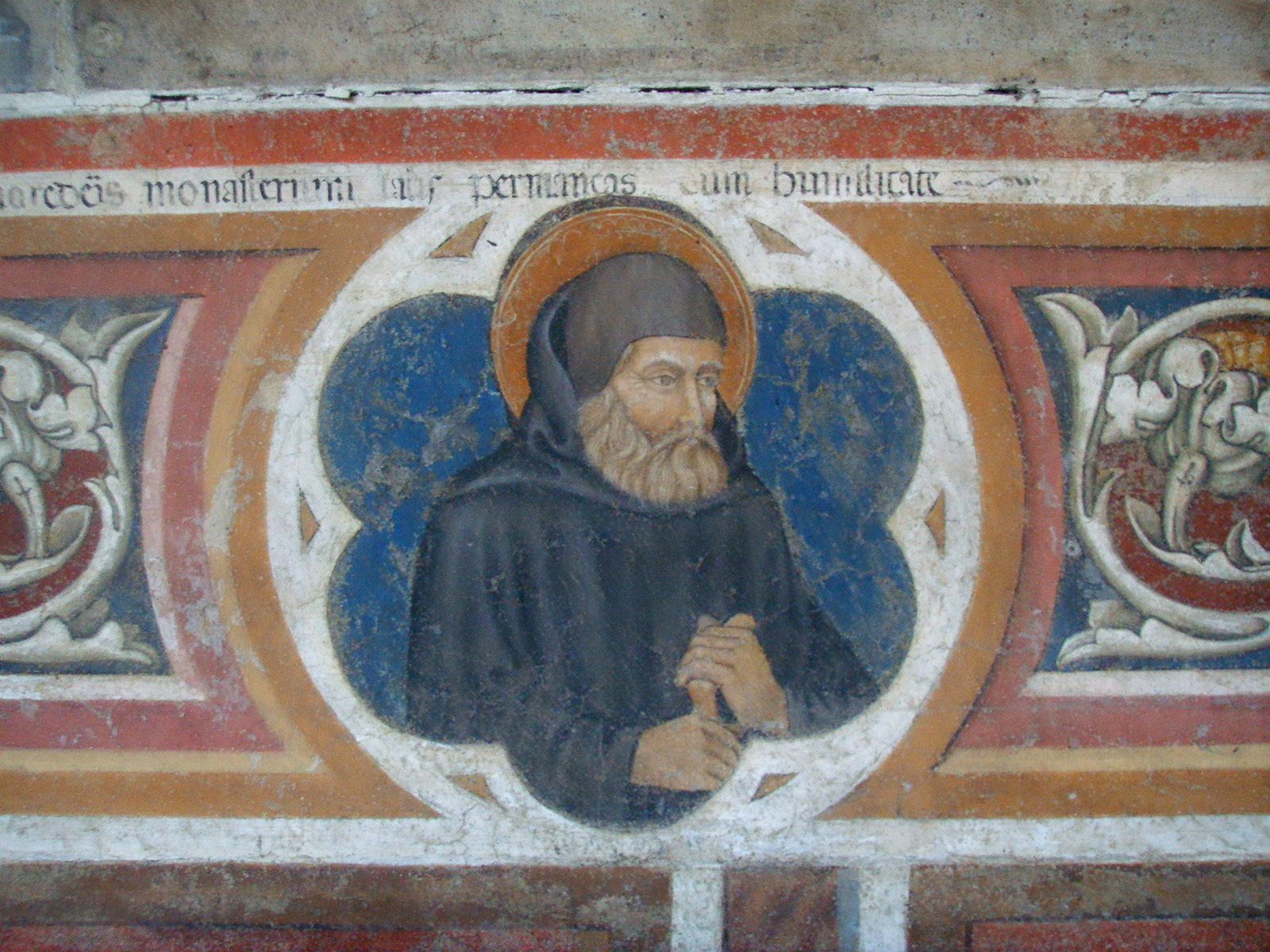
Motif au Chiostro degli Aranci.